# ایران ایران ایران
«ایران ایران ایران» یا «الله‌الله» یکی از سرودهای اول انقلاب ۱۳۵۷ است. خواننده این سرود رضا رویگری، آهنگساز آن فریدون خشنود و شاعر افشین سرفراز است و در استودیوی رحیم شب‌خیز ضبط شده است. «ایران ایران» اولین سرود پخش‌شده از صدا و سیمای جمهوری اسلامی ایران بود. این سرود پس از در اختیار گرفتن مرکز صدا و سیما توسط نیروهای انقلابی، از رادیو ملی پخش شد.
این سرود پیش از پیروزی انقلاب تهیه شده بود و در راهپیمایی‌ها از بلندگو پخش می‌گردید. آهنگساز این اثر می‌گوید: «درآمد این اثر در فضای دشتی است. نیز از مصرع «از اشک یتیمانت از خون شهیدانت» شروع می‌شود را به لحاظ موسیقی می‌توان گیلکی دانست که این بخش نیز باز درآمد دشتی است. قسمت الله الله آهنگ نیز پرده ترکی است که در ماهور است و بازهم به دشتی بازمی‌گردد. در میان اثر نیز از پرده شور استفاده شده و به‌طور کلی می‌توان گفت برای ساخت آهنگ از فضای مقامی و چندین دستگاه ایرانی بهره برده شده است. آهنگ «الله الله» ریشه‌ای کاملاً ایرانی دارد و همین موضوع یکی از دلایل ماندگاری آن است.»
بسیاری از افراد با استفاده از قطعه‌هایی از این ترانه و اضافه نمودن متن‌های جدید ترانه سازی کرده‌اند از جمله آن‌ها می‌توان به اشکان فدائی اشاره کرد.

## متن شعر
| الله الله الله        |  | لا اله الا الله (۲)    |
| ایران ایران ایران     |  | رگبار مسلسل‌ها (۲)      |
| ایران ایران ایران     |  | مشت شده بر ایوان (۲)   |
| رگبار مسلسل ها        |  | مشت شده بر ایوان (۲)   |
| ایران ایران ایران (۲) |  |                        |
| الله الله             |  | لا اله الا الله (۲)    |
| الله الله الله        |  | الله اکبر(۲)           |
| الله الله الله        |  | لا اله الا الله (۲)    |
| ایران ایران ایران     |  | خون و مرگ و عصیان (۲)  |
| ایران ایران ایران     |  | خون و مرگ و عصیان (۲)  |
| بنگر که همه فریاد     |  | بنگر که همه طوفان (۲)  |
| ایران ایران ایران (۲) |  |                        |
| بنگر که همه، فریاد    |  | بنگر که همه، طوفان (۲) |
| الله الله             |  | لا اله الا الله (۲)    |
| الله الله             |  | لا اله الا الله (۲)    |
| الله الله الله        |  | الله اکبر، الله اکبر   |
| الله الله الله        |  | لا اله الا الله (۲)    |

| از اشک یتیمانت        |  | از خون شهیدانت (۲)     |
| فردا که بهار آید      |  | صد لاله به بار آید (۲) |
| از خون شهیدانت        |  | صد لاله به بار آید (۲) |
| الله الله             |  | لا اله الا الله (۲)    |
| الله الله             |  | لا اله الا الله (۲)    |
| الله الله الله        |  | الله اکبر(۲)           |
| الله الله الله        |  | لا اله الا الله (۲)    |
| فردا که بهار آید      |  | آزاد و رها هستیم (۲)   |
| ایران ایران ایران (۲) |  |                        |
| فردا که بهار آید      |  | آزاد و رها هستیم (۲)   |
| نه ظلم و نه زنجیری    |  | در اوج خدا هستیم (۲)   |
| ایران ایران ایران (۲) |  |                        |
| نه ظلم و نه زنجیری    |  | در اوج خدا هستیم (۲)   |
| الله الله             |  | لا اله الا الله (۲)    |
| الله الله             |  | لا اله الا الله (۲)    |
| الله الله الله        |  | الله اکبر، الله اکبر   |
| الله الله الله        |  | لا اله الا الله (۲)    |

آنانکه گفتند الله
و بر این ایمان پایدار ماندند
حاضر نشدند بندهٔ غیر خدا شوند
و حکومت غیر خدا پذیرند
فرشتگان رحمت بر آنها نازل شوند
و مژده دهند که دیگر
هیچ ترسی و حزن و اندوهی
از گذشته خویش نداریم
و شما را به همان بهشتی که
انبیاء وعده دادند بشارت باد.
| الله الله           |  | لا اله الا الله (۲)  |
| الله الله الله      |  | الله اکبر، الله اکبر |
| الله الله الله      |  | لا اله الا الله (۲)  |
| اشهد ان لا اله الله |  |                      |
| الله الله الله      |  | الله اکبر، الله اکبر |
| الله الله الله      |  | لا اله الا الله (۲)  |
| الله، الله          |  |                      |